# Cantó de Rinhac
El cantó de Rinhac és un cantó francès del departament de l'Avairon, situat al districte de Rodés. Té 8 municipis i el cap cantonal és Rinhac.

## Municipis
- Anglars e Sent Felitz
- Ausits
- Bèlcastèl
- Bornasèl
- Las Candolièiras
- Gotrens
- Mairanh
- Rinhac

## Història
| Data d'elecció                           | Identitat            | Partit        | Qualitat |
| ---------------------------------------- | -------------------- | ------------- | -------- |
| 1931-1967                                | Adrien Viguier       |               |          |
| 1985-1992                                | Pierre Lacombe       | PS            |          |
| 1970-2008                                | Jean Puech           | RI, RPR i UMP |          |
| 2008-                                    | Anne-Marie Escoffier | PRG           |          |
| les dades anteriors no són pas conegudes |                      |               |          |
|                                          |                      |               |          |

## Demografia
| 1962  | 1968  | 1975  | 1982  | 1990  | 1999  | 2006  | 2007  |
| ----- | ----- | ----- | ----- | ----- | ----- | ----- | ----- |
| 5.099 | 5.696 | 5.230 | 4.977 | 4.760 | 4.618 | 4.982 | 5.055 |